# St. Georg (Völkersbach)

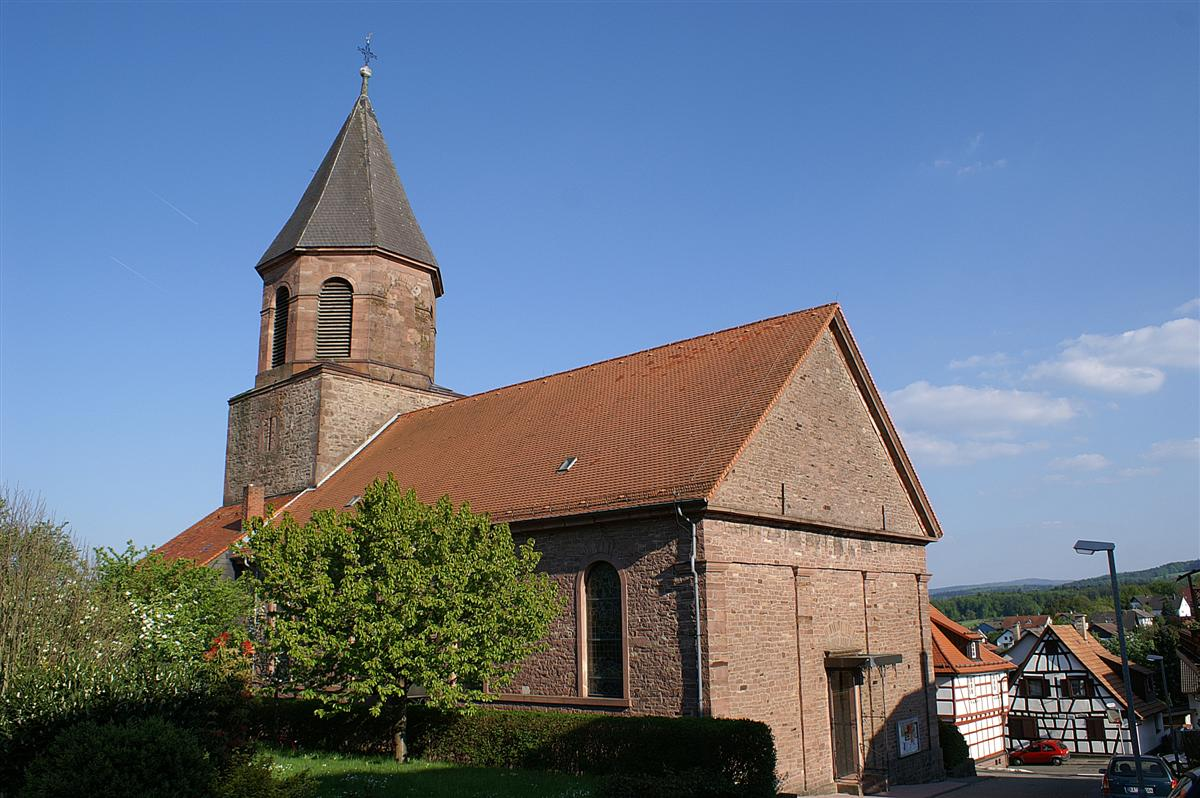
St. Georg in Völkersbach

Die römisch-katholische Pfarrkirche St. Georg steht in Völkersbach, einem Ortsteil der Gemeinde Malsch im Landkreis Karlsruhe in Baden-Württemberg. Das Bauwerk ist beim Landesamt für Denkmalpflege Baden-Württemberg als Baudenkmal eingetragen. Die Kirchengemeinde gehört zum Erzbistum Freiburg.

## Beschreibung
Die Saalkirche wurde 1834/35 nach Entwürfen von Johann Ludwig Weinbrenner errichtet. Sie besteht aus einem Langhaus und einem spätmittelalterlichen Chorturm des Vorgängerbaus im Osten, der 1834 mit einem achteckigen Geschoss aufgestockt wurde, das hinter den Klangarkaden den Glockenstuhl mit vier Kirchenglocken beherbergt. Auf der Straßenseite befindet sich ein Zifferblatt der Turmuhr. Bedeckt ist der Chorturm mit einem achtseitigen Zeltdach. Die Fassade im Westen ist mit Pilastern gegliedert, zwischen den beiden mittleren befindet sich das Portal. Die Orgel wurde 1892 von der Mönch Orgelbau als Opus 31 errichtet.